# Rue Commines
La rue Commines est une voie du 3e arrondissement de Paris.

## Situation et accès
Cette rue est située dans le nord-est du Marais, proche de la place de la République. La rue est prolongée au-delà du boulevard des Filles-du-Calvaire dans le 11e arrondissement par la rue Oberkampf.
Ce site est desservi par la station de métro Filles du Calvaire.

## Origine du nom
Elle porte le nom de Philippe de Commynes (1447-1511), homme d'État et historien.

## Historique
Elle fut ouverte en 1804 à l'emplacement du couvent des Filles-du-Calvaire, sous le nom de « rue Neuve-de-Ménilmontant » et a reçu en 1864 son nom actuel.

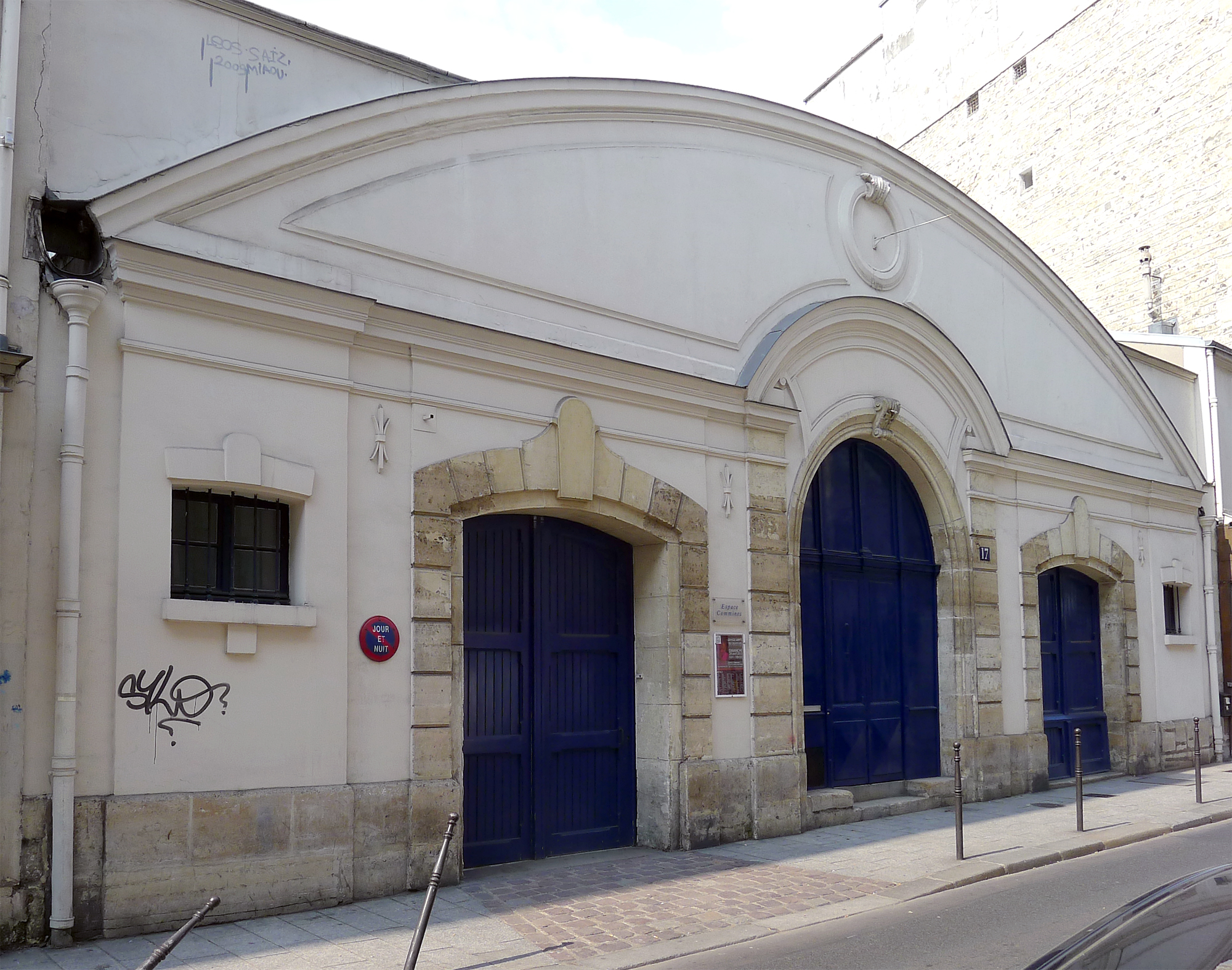
Espace Commines au no 17.

## Pour approfondir